# Liste des monuments historiques de Carnac
Cet article recense les monuments historiques de Carnac, en France.

## Statistiques
Carnac compte 67 édifices comportant au moins une protection au titre des monuments historiques, soit 7.3 % des monuments historiques du département du Morbihan. Carnac est la 42e commune française comptant le plus de monuments historiques. 61 édifices comportent au moins une partie classée ; les 6 autres sont inscrits. On trouve également 19 monuments historiques au titre objet.

Alignement de Carnac.

## Liste

### Monuments immobiliers
| Monument | Adresse                                                                     | Coordonnées                        | Notice                        | Protection | Date        | Illustration                                               |
| --- | --------------------------------------------------------------------------- | ---------------------------------- | ----------------------------- | ---------- | ----------- | ---------------------------------------------------------- |
| Alignement de Crucuny | Crucuny                                                                     | 47° 37′ 06″ nord, 3° 04′ 50″ ouest | « PA00091121 »                | Classé     | 1940        | Image manquante Téléverser                                 |
| Alignement et dolmen de Kerlescan | Kerlescan                                                                   | 47° 36′ 16″ nord, 3° 02′ 59″ ouest | « PA00091075 »                | Classé     | 1889        | Alignement et dolmen de Kerlescan                          |
| Alignement et dolmen de Kermario | Kermario                                                                    | 47° 35′ 53″ nord, 3° 03′ 44″ ouest | « PA00091076 »                | Classé     | 1889        | Alignement et dolmen de Kermario                           |
| Alignement de Grandvellarec et tertre tumulaire | Grandvellarec                                                               | 47° 37′ 14″ nord, 3° 04′ 57″ ouest | « PA00091125 »                | Classé     | 1940        | Image manquante Téléverser                                 |
| Alignement de Kériaval | Kériaval                                                                    | 47° 37′ 05″ nord, 3° 04′ 51″ ouest | « PA00091124 »                | Classé     | 1940        | Image manquante Téléverser                                 |
| Alignement de Kerloquet | Kerloquet                                                                   | 47° 36′ 04″ nord, 3° 03′ 23″ ouest | « PA00091126 »                | Classé     | 1939        | Image manquante Téléverser                                 |
| Alignement du Ménec | Le Ménec                                                                    | 47° 35′ 36″ nord, 3° 04′ 47″ ouest | « PA00091074 »                | Classé     | 1889        | Alignement du Ménec                                        |
| Bains romains de la fontaine de Légenèse | Lieu-dit la Fontaine de Légenèse                                            | 47° 34′ 02″ nord, 3° 04′ 58″ ouest | « PA00091077 »                | Classé     | 1933        | Image manquante Téléverser                                 |
| Calvaire Saint-Michel | À proximité de la chapelle Saint-Michel Sur le tumulus du Mont-Saint-Michel | 47° 35′ 16″ nord, 3° 04′ 26″ ouest | « PA00091083 »                | Inscrit    | 1925        | Calvaire Saint-Michel                                      |
| Camp de Lizo | Le Lizo                                                                     | 47° 37′ 25″ nord, 3° 02′ 32″ ouest | « PA00091078 »                | Classé     | 1929        | Image manquante Téléverser                                 |
| Chambre dolménique et menhir | Clos Pernel                                                                 | 47° 37′ 02″ nord, 3° 02′ 48″ ouest | « PA00091079 »                | Classé     | 1933        | Image manquante Téléverser                                 |
| Chapelle Saint-Colomban de Carnac | Saint-Colomban                                                              | 47° 34′ 23″ nord, 3° 05′ 45″ ouest | « PA00091080 »                | Inscrit    | 1928        | Chapelle Saint-Colomban de Carnac                          |
| Croix du Hanhon dite aussi Croix Julien | Le Hahon                                                                    | 47° 37′ 46″ nord, 3° 05′ 49″ ouest | « PA00091081 »                | Inscrit    | 1937        | Image manquante Téléverser                                 |
| Croix monolithe de Coët-à-Tous | Coët-à-Tous                                                                 | 47° 37′ 19″ nord, 3° 03′ 58″ ouest | « PA00091082 »                | Inscrit    | 1927        | Image manquante Téléverser                                 |
| Cromlech nord de Kerlescan, Cromlech sud de Kerlescan | Manio                                                                       | 47° 36′ 24″ nord, 3° 03′ 07″ ouest | « PA00091084 » « PA00091085 » | Classé     | 1928 & 1929 | Cromlech nord de Kerlescan, Cromlech sud de Kerlescan      |
| Deux dolmens à galerie de Kerlagade | Kerlagade                                                                   | 47° 37′ 08″ nord, 3° 02′ 36″ ouest | « PA00091099 »                | Classé     | 1928        | Image manquante Téléverser                                 |
| Deux lechs | Nignol                                                                      | 47° 36′ 14″ nord, 3° 04′ 14″ ouest | « PA00091108 »                | Classé     | 1933        | Image manquante Téléverser                                 |
| Deux menhirs alignés | Kériaval                                                                    | 47° 37′ 04″ nord, 3° 04′ 50″ ouest | « PA00091119 »                | Classé     | 1940        | Image manquante Téléverser                                 |
| Dolmen de Beaumer | Beaumer                                                                     | 47° 34′ 52″ nord, 3° 03′ 26″ ouest | « PA00091087 »                | Classé     | 1929        | Dolmen de Beaumer                                          |
| Dolmen de Coët-à-Tous | Coët-à-Tous                                                                 | 47° 37′ 28″ nord, 3° 04′ 03″ ouest | « PA00091097 »                | Classé     | 1928        | Image manquante Téléverser                                 |
| Dolmen de la Croix-Audran | La Croix Audran                                                             | 47° 35′ 35″ nord, 3° 04′ 38″ ouest | « PA56000104 »                | Inscrit    | 2023        | Image manquante Téléverser                                 |
| Dolmen de Cruz-Menquen | Rue de Courdiec                                                             | 47° 35′ 18″ nord, 3° 04′ 50″ ouest | « PA00091088 »                | Classé     | 1929        | Dolmen de Cruz-Menquen                                     |
| Dolmen d'Er-Roch-Vras | Kéric-la-Lande                                                              | 47° 38′ 04″ nord, 3° 05′ 10″ ouest | « PA00091102 »                | Classé     | 1929        | Dolmen d'Er-Roch-Vras                                      |
| Dolmen d'Er-Roh | Le Moustoir Kerguéarec                                                      | 47° 36′ 36″ nord, 3° 03′ 21″ ouest | « PA00091095 »                | Classé     | 1933        | Image manquante Téléverser                                 |
| Dolmen de Kerdrain | Kerdrain                                                                    | 47° 37′ 53″ nord, 3° 06′ 04″ ouest | « PA00091089 »                | Classé     | 1929        | Image manquante Téléverser                                 |
| Dolmen de Kluder-Yer | Route de Quelvezin                                                          | 47° 37′ 09″ nord, 3° 04′ 57″ ouest | « PA00091091 »                | Classé     | 1889        | Dolmen de Kluder-Yer                                       |
| Dolmen de la Madeleine | Kerguéno                                                                    | 47° 37′ 14″ nord, 3° 02′ 55″ ouest | « PA00091092 »                | Classé     | 1900        | Dolmen de la Madeleine                                     |
| Dolmen de Mané-Bras | Toul-er-Lann                                                                | 47° 36′ 47″ nord, 3° 04′ 13″ ouest | « PA00091093 »                | Classé     | 1923        | Image manquante Téléverser                                 |
| Dolmen de Mané-Brisil | Chemin du Mané-Brizil                                                       | 47° 37′ 04″ nord, 3° 03′ 53″ ouest | « PA00091098 »                | Classé     | 1926        | Dolmen de Mané-Brisil                                      |
| Dolmen et menhir | Clos Pernel                                                                 | 47° 37′ 03″ nord, 3° 03′ 07″ ouest | « PA00091100 »                | Classé     | 1933        | Image manquante Téléverser                                 |
| Dolmen de Nautério | Le Notério                                                                  | 47° 36′ 44″ nord, 3° 04′ 49″ ouest | « PA56000140 »                | Inscrit    | 2023        | Image manquante Téléverser                                 |
| Dolmen de Roch-Feutet | Er Roc'h-Feutet                                                             | 47° 37′ 11″ nord, 3° 03′ 09″ ouest | « PA00091094 »                | Classé     | 1889        | Dolmen de Roch-Feutet                                      |
| Dolmen de Roch-Vihan | Kerluhir                                                                    | 47° 35′ 25″ nord, 3° 03′ 58″ ouest | « PA00091096 »                | Classé     | 1929        | Dolmen de Roch-Vihan                                       |
| Dolmens de Kériaval | Keriaval                                                                    | 47° 36′ 55″ nord, 3° 05′ 01″ ouest | « PA00091090 »                | Classé     | 1889        | Dolmens de Kériaval                                        |
| Église Saint-Cornély de Carnac y compris les lambris peints | Le Bourg                                                                    | 47° 35′ 00″ nord, 3° 04′ 44″ ouest | « PA00091103 »                | Classé     | 1960        | Église Saint-Cornély de Carnacy compris les lambris peints |
| Ensemble mégalithique de Mézerma comprenant les dolmens, l'allée couverte de Mézerma et leurs tumulus, ainsi que leur sol d'assiette constituant réserve archéologique                      | Mézerma                                                                     | 47° 37′ 41″ nord, 3° 04′ 45″ ouest | « PA56000105 »                | Inscrit    | 2023        | Image manquante Téléverser                                 |
| Ensemble mégalithique de Quéric-la-Lande comprenant l'allée et les menhirs d'Er Grageu, les dolmens de Mané Roch et Tallec, ainsi que leur sol d'assiette constituant réserve archéologique | Quéric-la-Lande                                                             | 47° 38′ 15″ nord, 3° 05′ 20″ ouest | « PA56000106 »                | Inscrit    | 2023        | Image manquante Téléverser                                 |
| Fontaine Saint-Colomban | Saint-Colomban                                                              | 47° 34′ 25″ nord, 3° 05′ 29″ ouest | « PA00091104 »                | Classé     | 1978        | Fontaine Saint-Colomban                                    |
| Fontaine Saint-Cornély | Rue de la Fontaine                                                          | 47° 35′ 01″ nord, 3° 04′ 53″ ouest | « PA00091105 »                | Inscrit    | 1935        | Fontaine Saint-Cornély                                     |
| Habitation gauloise | Kergavret                                                                   | 47° 38′ 05″ nord, 3° 04′ 07″ ouest | « PA00091107 »                | Classé     | 1945        | Image manquante Téléverser                                 |
| Menhir du Bourg de Carnac | Chemin de Pouldeve                                                          | 47° 35′ 05″ nord, 3° 04′ 54″ ouest | « PA00091116 »                | Classé     | 1889        | Menhir du Bourg de Carnac                                  |
| Menhir de Crifol | Cité du Runell                                                              | 47° 35′ 43″ nord, 3° 05′ 11″ ouest | « PA00091109 »                | Classé     | 1886        | Image manquante Téléverser                                 |
| Menhir d'Er-Roh | Kerlescan                                                                   | 47° 37′ 01″ nord, 3° 03′ 06″ ouest | « PA00091114 »                | Classé     | 1929        | Image manquante Téléverser                                 |
| Menhir de Kergo | Kergo                                                                       | 47° 37′ 45″ nord, 3° 04′ 02″ ouest | « PA00091111 »                | Classé     | 1889        | Menhir de Kergo                                            |
| Menhir de Kerlagade | Kerlagade                                                                   | 47° 37′ 06″ nord, 3° 02′ 26″ ouest | « PA00091112 »                | Classé     | 1889        | Menhir de Kerlagade                                        |
| Menhir de Kerluhir | Kerluhir                                                                    | 47° 35′ 25″ nord, 3° 03′ 58″ ouest | « PA00091113 »                | Classé     | 1889        | Menhir de Kerluhir                                         |
| Menhir du Moustoir | Route du Moustoir                                                           | 47° 36′ 43″ nord, 3° 03′ 40″ ouest | « PA00091117 »                | Classé     | 1926        | Image manquante Téléverser                                 |
| Menhir de Rohec | Au nord du grand tumulus du Moustoir                                        | 47° 36′ 49″ nord, 3° 03′ 43″ ouest | « PA00091115 »                | Classé     | 1926        | Image manquante Téléverser                                 |
| Menhirs de Kerderff | Kerderff                                                                    | 47° 35′ 38″ nord, 3° 05′ 31″ ouest | « PA00091110 »                | Classé     | 1886        | Menhirs de Kerderff                                        |
| Menhirs de Lann-Grand-Viallarec | Lann-Grand-Villarec                                                         | 47° 37′ 11″ nord, 3° 04′ 59″ ouest | « PA00091122 »                | Classé     | 1940        | Menhirs de Lann-Grand-Viallarec                            |
| Menhirs de Mispirec | Route du Hahon                                                              | 47° 35′ 53″ nord, 3° 05′ 04″ ouest | « PA00091118 »                | Classé     | 1931        | Image manquante Téléverser                                 |
| Premier dolmen à galerie avec la base de son tumulus | Quéric-la-Lande                                                             | 47° 38′ 05″ nord, 3° 05′ 10″ ouest | « PA00091101 »                | Classé     | 1931        | Premier dolmen à galerie avec la base de son tumulus       |
| Restes de cromlech | Crucuny                                                                     | 47° 36′ 58″ nord, 3° 04′ 27″ ouest | « PA00091086 »                | Classé     | 1926        | Restes de cromlech                                         |
| Sépulture circulaire dite de Toul-Prieu | Coët-à-tous (Coëtatouz).                                                    | 47° 37′ 09″ nord, 3° 03′ 22″ ouest | « PA00091127 »                | Classé     | 1929        | Sépulture circulaire dite de Toul-Prieu                    |
| Six menhirs de l'enceinte du Ménec |                                                                             | 47° 35′ 27″ nord, 3° 05′ 11″ ouest | « PA00091123 »                | Classé     | 1923        | Six menhirs de l'enceinte du Ménec                         |
| Tertre tumulaire et les trois menhirs couchés | Mané-Klud-er-Yer                                                            | 47° 37′ 09″ nord, 3° 04′ 58″ ouest | « PA00091128 »                | Classé     | 1938        | Image manquante Téléverser                                 |
| Tertre tumulaire et menhir debout | Le Manio                                                                    | 47° 36′ 18″ nord, 3° 03′ 03″ ouest | « PA00091129 »                | Classé     | 1931        | Image manquante Téléverser                                 |
| Trois anciens greniers à sel du Bréno | Le Breno                                                                    | 47° 34′ 31″ nord, 3° 05′ 03″ ouest | « PA00091106 »                | Inscrit    | 1984        | Image manquante Téléverser                                 |
| Trois menhirs alignés | Kériaval                                                                    | 47° 36′ 55″ nord, 3° 04′ 51″ ouest | « PA00091120 »                | Classé     | 1940        | Image manquante Téléverser                                 |
| Tumulus de Crucuny | Crucuny                                                                     | 47° 37′ 08″ nord, 3° 04′ 27″ ouest | « PA00091137 »                | Classé     | 1900        | Tumulus de Crucuny                                         |
| Tumulus à double dolmen d'Er-Rohellec | Er-Rohellec                                                                 | 47° 37′ 54″ nord, 3° 04′ 40″ ouest | « PA00091131 »                | Classé     | 1933        | Image manquante Téléverser                                 |
| Tumulus d'Er-Voten-de-Mané-Lavarec | Kergrim Quelvezin                                                           | 47° 37′ 52″ nord, 3° 04′ 50″ ouest | « PA00091132 »                | Classé     | 1927        | Image manquante Téléverser                                 |
| Tumulus de Kercado | Kercado                                                                     | 47° 35′ 44″ nord, 3° 03′ 15″ ouest | « PA00091139 »                | Classé     | 1923        | Tumulus de Kercado                                         |
| Tumulus de Kuergueoch | Kerbospern                                                                  | 47° 37′ 27″ nord, 3° 03′ 25″ ouest | « PA00091130 »                | Classé     | 1931        | Image manquante Téléverser                                 |
| Tumulus de Lann-Vras | Lann-Vras                                                                   | 47° 36′ 52″ nord, 3° 03′ 01″ ouest | « PA00091135 »                | Classé     | 1931        | Image manquante Téléverser                                 |
| Tumulus de Mané-Hui | Kerléarec                                                                   | 47° 36′ 41″ nord, 3° 02′ 02″ ouest | « PA56000107 »                | Inscrit    | 2023        | Image manquante Téléverser                                 |
| Tumulus à trois dolmens de Mané-Kérioned | La Glacière                                                                 | 47° 36′ 54″ nord, 3° 05′ 11″ ouest | « PA00091134 »                | Classé     | 1889        | Tumulus à trois dolmens de Mané-Kérioned                   |
| Tumulus de Mané-Rumentur | Kergavret                                                                   | 47° 38′ 08″ nord, 3° 03′ 48″ ouest | « PA00091136 »                | Classé     | 1928        | Image manquante Téléverser                                 |
| Tumulus, quadrilatère et menhir du Manio | Le Manio                                                                    | 47° 36′ 13″ nord, 3° 03′ 22″ ouest | « PA00091138 »                | Classé     | 1900        | Tumulus, quadrilatère et menhir du Manio                   |
| Tumulus du Mont-Saint-Michel | Chemin du Tumulus                                                           | 47° 35′ 16″ nord, 3° 04′ 24″ ouest | « PA00091140 »                | Classé     | 1889        | Tumulus du Mont-Saint-Michel                               |
| Tumulus du Moustoir | Le Moustoir                                                                 | 47° 36′ 44″ nord, 3° 03′ 38″ ouest | « PA00091133 »                | Classé     | 1889        | Tumulus du Moustoir                                        |

### Monument mobiliers
| Monument | Localisation                          | Notice               | Classement  | Date              | Photographie |
| --- | ------------------------------------- | -------------------- | ----------- | ----------------- | ------------ |
| Tableau : Banquet des maires de France | Ancienne mairie                       | Notice no PM56002676 | inscription | 30 janvier 1978   |              |
| Statue : Vierge à l'Enfant | Chapelle Saint-Albin                  | Notice no PM56004891 | inscription | 26 juin 1984      |              |
| Statue : Saint Joseph | Chapelle Saint-Albin                  | Notice no PM56004890 | inscription | 26 juin 1984      |              |
| Statue : Saint Albin | Chapelle Saint-Albin                  | Notice no PM56004889 | inscription | 26 juin 1984      |              |
| Meuble de sacristie | Chapelle Saint-Colomban               | Notice no PM56004888 | inscription | 26 juin 1984      |              |
| Statue : Saint Laurent | Chapelle Saint-Colomban               | Notice no PM56004887 | inscription | 26 juin 1984      |              |
| Statue : Saint Colomban | Chapelle Saint-Colomban               | Notice no PM56004886 | inscription | 26 juin 1984      |              |
| Statue : Saint Vincent Ferrier | Chapelle Saint-Colomban               | Notice no PM56004885 | inscription | 26 juin 1984      |              |
| Calice | Chapelle Saint-Guénolé de Coet-à-Tous | Notice no PM56000174 | classement  | 24 septembre 1956 |              |
| Maquette d'un trois-mâts carré, trouvée en 1967 dans la cave du presbytère de l'église Saint-Cornély                                                                            | Chapelle du tumulus Saint-Michel      | Notice no PM56000176 | classement  | 21 janvier 1981   |              |
| Bénitier | Cimetière                             | Notice no PM56000175 | classement  | 30 août 1904      |              |
| Orgue de tribune | Église Saint-Cornély                  | Notice no PM56001831 | classement  | 25 mars 1971      |              |
| Autel, retable, 3 statues : saint Jean-Baptiste, saint François d'Assise, sainte Catherine de Sienne ; tableau : Descente de la croix (autel secondaire de saint Jean-Baptiste) | Église Saint-Cornély                  | Notice no PM56001447 | classement  | 21 février 1964   |              |
| Autel, retable, 3 statues : la Vierge mère, sainte Anne et la Vierge, saint Joachim ; tableau : le rosaire (autel secondaire du Rosaire)                                        | Église Saint-Cornély                  | Notice no PM56001446 | classement  | 21 février 1964   |              |
| Autel, retable, 3 statues : saint Isidore, saint Louis, saint Léon pape ; tableau : l'Ascension (autel secondaire de saint Isidore)                                             | Église Saint-Cornély                  | Notice no PM56001445 | classement  | 21 février 1964   |              |
| Autel, retable, statue : la sainte Trinité ; tableau : ostensoir (autel secondaire du saint Sacrement)                                                                          | Église Saint-Cornély                  | Notice no PM56001444 | classement  | 21 février 1964   |              |
| Calice, patène | Église Saint-Cornély                  | Notice no PM56001375 | classement  | 24 septembre 1956 |              |
| Orgue de tribune : partie instrumentale de l'orgue | Église Saint-Cornély                  | Notice no PM56000173 | classement  | 25 mars 1971      |              |
| Lutrin | Église Saint-Cornély                  | Notice no PM56000172 | classement  | 31 janvier 1967   |              |
| Autel, retable, statues : saint Cornély, anges adorateurs ; tableau : l'Assomption (maître-autel)                                                                               | Église Saint-Cornély                  | Notice no PM56000171 | classement  | 13 août 1964      |              |
| 3 statues : le Christ, la Vierge et saint Jean | Église Saint-Cornély                  | Notice no PM56000170 | classement  | 13 août 1964      |              |
| Plateau à burettes, plat de quête | Église Saint-Cornély                  | Notice no PM56000169 | classement  | 24 septembre 1956 |              |
| Calice | Église Saint-Cornély                  | Notice no PM56000168 | classement  | 24 septembre 1956 |              |
| Croix-reliquaire | Église Saint-Cornély                  | Notice no PM56000167 | classement  | 24 septembre 1956 |              |
| Seau à eau bénite, goupillon | Église Saint-Cornély                  | Notice no PM56000166 | classement  | 14 juin 1955      |              |
| Ostensoir | Église Saint-Cornély                  | Notice no PM56000165 | classement  | 14 juin 1955      |              |
| 2 chaires à prêcher, clôture de chœur | Église Saint-Cornély                  | Notice no PM56000164 | classement  | 27 décembre 1907  |              |